# Listă de condimente

## A
- Anason (Pimpinella anisum)
- Anason stelat (Illicium verum)

## B
- Boia de ardei (genul Capsicum)
- Busuioc (Ocimum basilicum)

## C
- Caper (Capparis spinosa)
- Cardamom (Elettaria cardamomum)
- Cardamom negru (Amomum subulatum, Amomum costatum)
- Cânepă, semințe de (Cannabis sativa)
- Chimen (Carum carvi)
- Chimion (Cuminum cyminum)
- Cimbru (Thymus vulgaris)
- Cimbrișor (Thymus serpyllum)
- Coriandru (Coriandrum sativum)
- Creson (Lepidium sativum)
- Cuișoare (Syzygium aromaticum, Eugenia aromaticum, Eugenia caryophyllata)
- Curcuma (Curcuma longa)
- Curry

## D
- Dafin (Laurus nobilis)

## F
- Fenicul (Foeniculum vulgare)
- Fistic (Pistacia vera)

## G
- Ghimbir (Zingiber officinale)

## H
- Hrean (Armoracia rusticana)
- Hasmațuchi (Anthriscus cerefolium)

## I
- Ienibahar (Myrthus pimenta)
- Ienupăr (Juniperus communis)

## L
- Lemn dulce (Glycyrrhiza glabra)
- Leuștean (Levisticum officinale)
- Leurdă (Allium ursinum)
- Lobodă (Atriplex hortensis)

## M
- Mac, semințe de (Papaver somniferum)
- Măghiran (Origanum majorana)
- Mărar (Anethum graveolens)
- Melisă (Melissa officinalis)
- Mentă (Mentha spicata, Mentha piperita)
- Migdal (Prunus amygdalus dulcis, Prunus amygdalus amara)
- Muștar alb (Sinapis alba, Brassica alba)
- Muștar negru (Brassica nigra)

## N
- Nucșoară (Myristica fragrans)

## O
- Oregano (Origanum vulgare)

## P
- Pătrunjel (Petroselinum crispum)
- Pelin (Artemisia absinthium)
- Piper (Piper nigrum)

## R
- Roiniță (Melissa officinalis)
- Rozmarin (Rosmarinus officinalis)

## S
- Salvie (Salvia officinalis)
- Sare de bucătărie
- Schinduf, semințe de (Trigonella foenum-graecum)
- Scorțișoară (Cinnamomum verum, Cinnamomum  zeylanicum)
- Susan, semințe de (Sesamum indicum)
- Stevia rebaudiana, zis și Stevia dulce
- Șofran (Crocus sativus)
- Ștevie (Rumex patientia)

## T
- Tarhon (Artemisia dracunculus)

## U
- Usturoi (Allium sativum)

## V
- Vanilie (Vanilla planifolia)

## W
- Wasabi (Wasabia japonica)

## Z
- Zerdiceaf, zis și turmeric (Curcuma longa)